# Бондаревка (Черниговская область)
Бо́ндаревка (укр. Бондарівка) — село в Сосницком районе Черниговской области Украины. Население 225 человек. Занимает площадь 1,57 км².
Код КОАТУУ: 7424981002. Почтовый индекс: 16153. Телефонный код: +380 4655.

## Власть
Орган местного самоуправления — Бутовский сельский совет. Почтовый адрес: 16152, Черниговская обл., Сосницкий р-н, с. Бутовка, ул. 1-го Мая, 44.

## Известные уроженцы
Олекса Десняк (полное настоящее имя — Алексей Игнатович Руденко) (1909-1942) — украинский советский писатель и журналист, военный корреспондент. Автор ряда романов, повестей, очерков и рассказов. Дом Десняка является памятником истории местного значения.